# البتراء (عفرين)
بتراء  قرية سوريّة تتبع إداريّاً لمحافظة حلب منطقة عفرين ناحية راجو، بلغ تعداد سكانها 808 نسمة حسب التعداد السكاني لعام 2004.